# Tethya actinia
Tethya actinia är en svampdjursart som beskrevs av de Laubenfels 1950. Tethya actinia ingår i släktet Tethya och familjen Tethyidae.
Artens utbredningsområde är havet utanför Bermuda. Inga underarter finns listade i Catalogue of Life.